# مسجد الشيخ عواض بن محمد بن اسحق الطهلموسى
مسجد الشيخ عواض بن محمد بن اسحق الطهلموسى يقع في مدينة قليوب.

## وصفه
المبنى الموجود حالياً يرجع إلى القرن الثالث عشر الهجري (التاسع عشر ميلادي)وهو عبارة عن غرفة مربعة يعلوها قبة على رقبة مرتفعة وفي أركانها مقرنصات كبيرة.
ويتقدم الضريح رحبة مسقوفة وفي الحائط الغربي للضريح أضيف مسجد كبير على بابه الداخلي لوحة تذكارية، عليها اسم منشئ الجامع والضريح وهو
«شيخ العرب المرحوم محمد بن محمد بن سالم منصور الشواربى سنة 1290هجرية».